# Skibo Productions
Skibo Productions war eine US-amerikanische Filmproduktionsfirma. Sie produzierte zwischen 1932 und 1938 über 30 Filme, zum einen Komödien und Musicals mit einem Akt (Spiellänge: nicht länger als 20 Minuten), zum anderen Naturdokumentationen, die in der Regel nicht länger als zehn Minuten waren. Insgesamt vier Produktionen der Firma wurden in den 1930er-Jahren für einen Oscar in einer der damals üblichen Kurzfilmkategorien nominiert, drei davon gewannen ihn.

## Auszeichnungen und Nominierungen bei den Academy Awards(Oscar)
- 1935: City of Wax, für Skibo Productions produziert von Stacy Woodard und Horace Woodard, gewonnen in Bester Kurzfilm – Novelty,
 ebenfalls in dieser Kategorie nominiert war Skibos Kurzfilm Bosom Friends
- 1936: Wings Over Everest, gewonnen in Bester Kurzfilm – Novelty
- 1938: The Private Life of the Gannets, gewonnen in Bester Kurzfilm – eine Filmrolle